# Kladari Donji
Kladari Donji (cyr. Кладари Доњи) – wieś w Bośni i Hercegowinie, w Republice Serbskiej, w gminie Modriča. W 2013 roku liczyła 362 mieszkańców.